# Rhonestock
Le Rhonestock est un sommet des Alpes uranaises, en Suisse. Il culmine à 3 588 m d'altitude.

## Géographie
Le Rhonestock se situe à la frontière entre les cantons du Valais et d'Uri. Il se trouve à l'est du glacier du Rhône, sur son flanc gauche.